# イクサム
株式会社イクサム（英: EXAM）は、愛知県犬山市に本社を置く、パチンコチェーン「イクサム」などを展開する企業。

## 店舗
- 犬山店（犬山市）
- 甚目寺店（あま市）
- 上三川店（上三川町）
- K'S CLUB（大口町）
- 岡崎西店（岡崎市）
- 小山店（小山市）